# ميخائيل بوتس
ميخائيل بوتس (بالإنجليزية: Michael Potts)‏ هو لاعب كرة قدم بريطاني في مركز الوسط، ولد في 26 نوفمبر 1991 في برستون في المملكة المتحدة. لعب مع بلاكبيرن روفرز ومانشستر يونايتد ونادي برادفورد بارك أفنيو ونادي ستاليبريدج سيلتيك ونادي يورك سيتي.

## وصلات خارجية
- ميخائيل بوتس على موقع قاعدة بيانات كرة القدم.إي يو (الإنجليزية)
- ميخائيل بوتس على موقع Soccerbase.com (لاعب) (الإنجليزية)
- ميخائيل بوتس على موقع Soccerway.com (الإنجليزية)